# KIT-Bibliothek
Die KIT-Bibliothek ist die zentrale Bibliothek des Karlsruher Instituts für Technologie (KIT).
Sie ist Ende des Jahres 2009 entstanden infolge des Zusammenschlusses der ehemaligen Universität Karlsruhe und des Forschungszentrums Karlsruhe.
Die beiden Zentralbibliotheken an den Standorten Campus Nord und Campus Süd sichern gemeinsam mit einem Netz dezentraler Teilbibliotheken die Informationsversorgung für Forschung und Lehre von rund 23.000 Studierenden und über 10.000 Mitarbeitern am KIT. Weiterhin werden die Fachbibliothek Hochschule Karlsruhe (HKA) und die Fachbibliothek Duale Hochschule Baden-Württemberg (DHBW) Karlsruhe von der KIT-Bibliothek betreut. Neben dem primären Auftrag der Literatur- und Informationsversorgung des KIT ist die Bibliothek auch ein wichtiger Informationsdienstleister für interessierte Bürger in der Informationsinfrastruktur der Technologieregion Karlsruhe.

## Bestände und Benutzung
Der Gesamtbestand der Bibliothek an den jeweiligen Standorten beträgt über 1,8 Millionen gedruckte Bücher, über 300.000 elektronische Bücher, 647 gedruckte Zeitschriften und über 140.000 elektronische Zeitschriften. Der Schwerpunkt liegt auf der Bereitstellung elektronischer Ressourcen. Die Medien sind größtenteils frei zugänglich und systematisch aufgestellt. Registrierte Benutzer können die KIT-Bibliothek Süd rund um die Uhr (24-Stunden-Bibliothek) nutzen und über ein Selbstverbuchungssystem Bücher entleihen und zurückgeben; die KIT-Bibliothek Nord bietet ihre Dienstleistungen ausschließlich werktags an. Häufig verwendete Lehrbücher besitzt die KIT-Bibliothek Süd in einer Sammlung von Mehrfachexemplaren (Lehrbuchsammlung). Der Schwerpunkt der KIT-Bibliothek Nord bildet einen großen energie- und kerntechnischen Spezialbestand an Reports und Primärberichten.
Das Angebot der Bibliothek umfasst Themengebiete aus den Bereichen „Natürliche & gebaute Umwelt“, „Biologie, Chemie & Verfahrenstechnik“, „Informatik, Wirtschaft & Gesellschaft“, „Maschinenbau & Elektrotechnik“ und „Physik & Mathematik“.
Die KIT-Bibliothek bietet insgesamt über 1.600 Arbeitsplätze, davon 950 Einzel- und Gruppenarbeitsplätze in der KIT-Bibliothek Süd. Die mit kabelgebundenen und drahtlosen Netzwerken ausgestatteten Arbeitsplätze in der 24-Stunden-Bibliothek sollen den Besuchern zeitgemäße Lern- und Arbeitsmöglichkeiten gewährleisten. Es wurde ein Bücher-Lieferdienst zwischen den Zentralbibliotheken und den Fachbibliotheken eingerichtet, um eine schnelle Verfügbarkeit von Büchern an den unterschiedlichen Standorten zu erreichen. Insgesamt wurden im Jahr 2023 144.918 Entleihungen aus dem gedruckten Bestand getätigt.

## Die Zentralbibliotheken

### KIT-Bibliothek Süd
(ehemals Universitätsbibliothek Karlsruhe)
Wesentliche Dienste können seit April 2006 (Eröffnung der 24-Stunden-Bibliothek) rund um die Uhr genutzt werden. Die systematische Aufstellung der aktuellen Literatur (Bücher und Zeitschriften) in vier Fachbereichen („Fachlesesälen“) kennzeichnet den Übergang von der Magazin- zur Freihandbibliothek. Durch die stufenweise Eingliederung zahlreicher dezentraler Fachbibliotheken wandelt sich das bisher zweischichtige Bibliothekssystem in ein einschichtiges.
Zur Geschichte: Die KIT-Bibliothek Süd wurde 1840 als Bibliothek des damaligen Polytechnikums gegründet; Sie erhielt 1854 eigene Räumlichkeiten in einem Flügel des Hauptgebäudes. Im Zweiten Weltkrieg wurde der Bestand von 200.000 Bänden zu 60 % vernichtet. Im Jahr 1966 bezog die Universitätsbibliothek den heute unter Denkmalschutz stehenden, nach Plänen von Otto Haupt und Peter Haupt errichteten „Bücherturm“ an der Straße am Forum. Mit der Eröffnung des im Jahre 2006 fertiggestellten Erweiterungsbaus von Heinz Mohl wurde der 24-Stunden-Betrieb aufgenommen.

### KIT-Bibliothek Nord

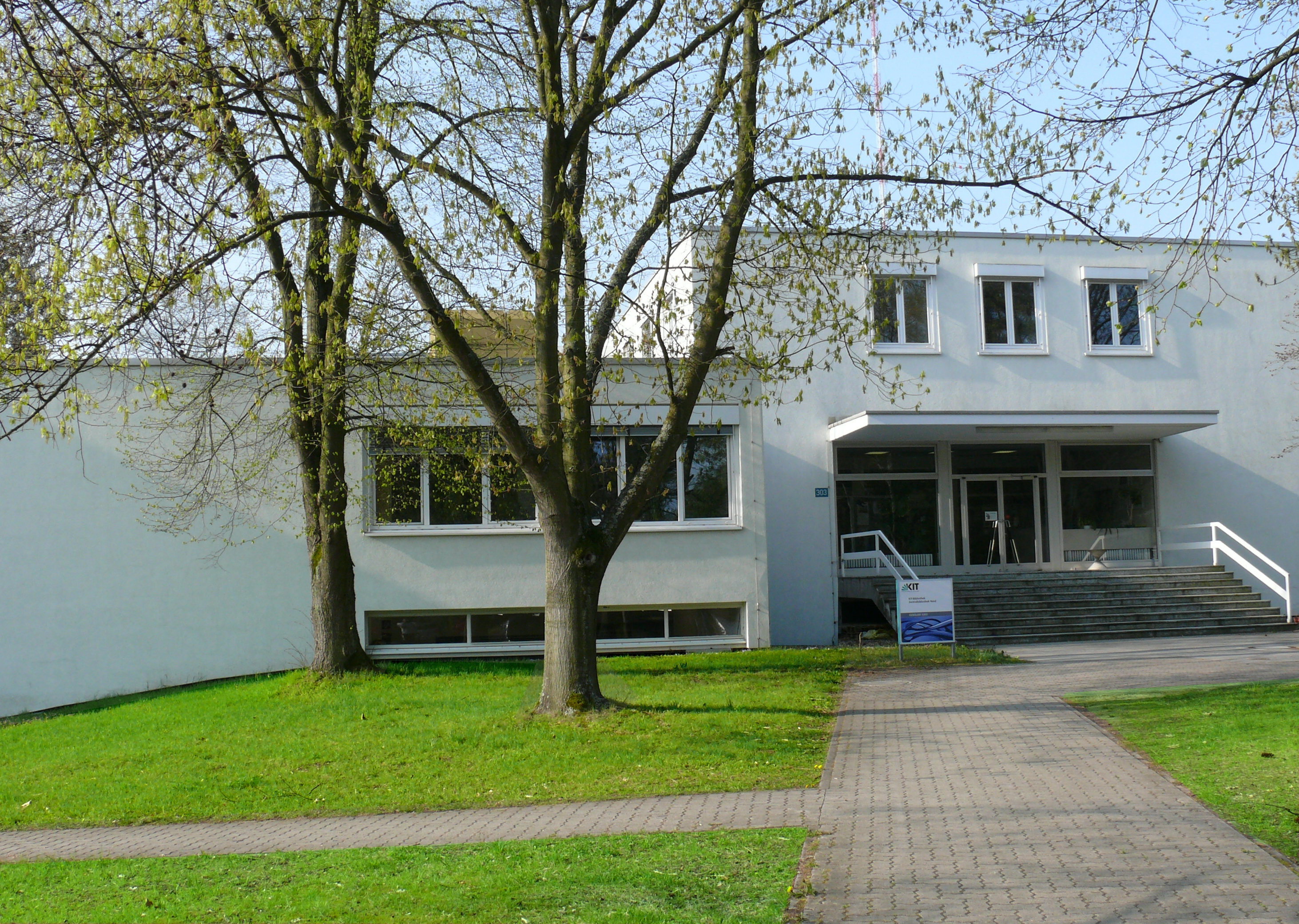
Die KIT-Bibliothek Nord

(ehemals Zentralbibliothek der Hauptabteilung Bibliothek und Medien des Forschungszentrums Karlsruhe)
Die Bibliothek soll als wissenschaftliche Spezialbibliothek in erster Linie Wissenschaftler mit Fachliteratur in gedruckter und elektronischer Form versorgen. Neben dem zentralen Angebot betreut die Bibliothek rund 40 Instituts- und Abteilungsbibliotheken vor Ort.
Zur Geschichte: Die Bibliothek wurde 1956 als Literaturabteilung (LA) der Kernreaktor Bau- und Betriebsgesellschaft mbH in der Karlstrasse in Karlsruhe gegründet, wo sie bis zum Jahr 1959 verblieb. Von 1959 bis 1962 war sie auf dem Gelände des Kernforschungszentrums Karlsruhe – dem heutigen Campus Nord des KIT – im Institut für Neutronenphysik und Reaktortechnik (INR) integriert, bevor sie 1964, nach einer Übergangszeit in einer „Feuerwehrbaracke“, ein eigenes Gebäude auf dem Gelände des Kernforschungszentrums Karlsruhe bezog, in dem sie sich noch heute befindet.

## Suchinstrumente
Der zentrale Bestandsnachweis für Medien aller Art ist der KIT-Katalog. Die inhaltliche Erschließung neu erworbener Medien nach einheitlichen Grundsätzen sowie differenzierte Recherchemöglichkeiten sollen einen schnellen Zugang zu den Medien gewährleisten. Daneben betreibt die KIT-Bibliothek weitere Kataloge, teilweise mit Portalcharakter regionalen (Bibliotheksportal Karlsruhe) bzw. internationalen Zuschnitts (Karlsruher Virtueller Katalog (KVK)).
In Karlsruhe nicht vorhandene Literatur kann über das Internet gebührenpflichtig durch Fernleihe beschafft werden.
Die Bibliothek stellt Wissenschaftlern und Studierenden des KIT den Zugang zu zahlreichen lizenzierten und freien Fachdatenbanken (bibliographische, Fakten- und Volltextdatenbanken) zur Verfügung sowie zu Volltexten von Digitalbüchern (E-Books), digitalen Zeitschriften (E-Journals), Online-Vorlesungen und audiovisuellen Materialien.
Bibliotheksbenutzer haben über das Internet Zugriff auf ihr Bibliothekskonto und können wesentliche Funktionen (Verlängern, Vormerken, Abrufen von Kontoauszügen usw.) selbst durchführen.

## Publikations- und Mediendienste
Die KIT-Bibliothek bietet Infrastruktur und umfangreiche Services zur Unterstützung des Forschungs- und Publikationsprozesses für alle Wissenschaftlerinnen und Wissenschaftler am KIT:
- Wissenschaftliches Arbeiten: Unterstützung der Lehre in Form von Kursen, E-Learning-Angeboten, Einzelberatungen[9]
- Publizieren und Open Access: Publizieren und Archivieren wissenschaftlicher Arbeiten im Repository KITopen und in KIT Scientific Publishing, dem Wissenschaftsverlag des KIT[10]
- Publikationsfonds: Beratung, Finanzierung und Abwicklung von Open-Access-Publikationsgebühren[10]
- Forschungsdaten: Beratung zum Forschungsdatenmanagement sowie Bereitstellung und Archivierung im Repository KITopen[10]
- Bibliometrie: Publikationskennzahlen aus KITopen und Referenzdatenbanken sowie Zitationsanalysen (h-Index, Impact-Faktor)[11]
- Digitale Lehre: Über das KITopen-Medienportal können Lehrmaterialien sowie Audio- und Videobeiträge aus dem bzw. über das KIT publiziert werden. Der Schwerpunkt liegt auf Beiträgen aus KIT-Produktion, z. B. Vorlesungsaufzeichnungen, die auch als Podcast abonniert werden können.[11]

Das KIT hat das Ziel, die Publikationen der eigenen Forschungseinrichtung vollständig nachzuweisen und sie nach den Grundsätzen von Open Access über das Internet zugänglich zu machen. In einer Grundsatzposition vom März 2010 ermutigt das Präsidium alle Forschenden des KIT, ihre Ergebnisse entsprechend zugänglich zu machen. Um diese Grundsatzposition umzusetzen, bietet die KIT-Bibliothek mit dem Repository KITopen und dem Verlag KIT Scientific Publishing verschiedene Open-Access-Publikationsmöglichkeiten an.
KITopen ist das zentrale Repository des KIT und damit eine Publikationsplattform für alle Wissenschaftlerinnen und Wissenschaftler des KIT. Es enthält bibliographische Daten aller Publikationen sowie Volltexte, Bilder, Forschungsdaten und AV-Medien von KIT-Wissenschaftlerinnen und -Wissenschaftlern sowie über das KIT. Die Forschungsleistungen des KIT sollen auch nach den Prinzipien des Open Access weltweit im Internet frei verfügbar sein.
KIT Scientific Publishing ist der Wissenschaftsverlag des KIT. Seit 2004 verlegt er Fachliteratur aus allen Disziplinen des KIT und ergänzt mit seinem Angebot das Repository KITopen. Als Open-Access-Verlag veröffentlicht er die gesamte Verlagsproduktion parallel zum regulären Verkauf im weltweiten Buchhandel kostenlos elektronisch im Internet.
Durch den KIT-Publikationsfonds unterstützt die KIT-Bibliothek außerdem die Publikation in einer Open-Access-Zeitschrift, und zwar durch Übernahme der Publikationsgebühren für Autorinnen und Autoren am KIT. Das KIT gehörte zu den ersten Forschungseinrichtungen in Deutschland, die mit Hilfe der Deutschen Forschungsgemeinschaft einen solchen Publikationsfonds einrichteten.

## Beratung und Öffentlichkeitsarbeit
Das differenzierte Kurs- und Beratungsangebot reicht von Coffee Lectures und der Recherche nach wissenschaftlichen Informationen über Instrumente der Literaturverwaltung bis zur Publikationsberatung. Die KIT-Bibliothek Süd und die Fachbibliothek HKA bieten regelmäßig Führungen an, vermehrt zu Semesterbeginn. Eine Alternative dazu bietet in der KIT-Bibliothek Süd ein Audioguide, der von der Homepage heruntergeladen werden kann.
Für Fachauskünfte stehen Mitarbeitende sowohl vor Ort an den Informationsschaltern der jeweiligen Standorte als auch online über einen Chat bereit; für spezielle Auskünfte können Fachreferentinnen und Fachreferenten hinzugezogen werden.
Die KIT-Bibliothek legt ihr Augenmerk zudem auf die Öffentlichkeitsarbeit: Hierzu gehören die Pflege der Internetpräsenz – darunter der Betrieb von Social-Media-Kanälen wie Facebook, Instagram und Twitter –, die Verbreitung aktueller Mitteilungen über Nachrichtenblogs, die Bereitstellung audiovisueller Informationsmaterialien sowie das Veröffentlichen von Presseinformationen.

## Forschungsdatenmanagement
Die KIT-Bibliothek ist einer der Akteure des 2014 gegründeten Serviceteams Forschungsdatenmanagement am KIT (RDM@KIT). Das Serviceteam unterstützt Forschende am KIT mit Diensten für ein nachhaltiges Forschungsdatenmanagement, angefangen von der Antragstellung wissenschaftlicher Projekte bis hin zur Publikation und Archivierung.

## EDV an der KIT-Bibliothek
Die KIT-Bibliothek Süd legt Wert auf die Entwicklung und den Einsatz von modernen EDV-Anwendungen zur Automatisierung und Optimierung von Arbeitsabläufen.
- 1970 begann die damalige Universitätsbibliothek unter ihrem Direktor Dietrich Poggendorf[13] mit der zentralen Erfassung aller universitären Buchbestände mit dem Lochstreifen-System Flexowriter.
- 1984 wurde die automatische Ausleihverbuchung (OLAF) eingeführt.
- 1986 startete die laufende Katalogisierung im Südwestverbund (SWB), weshalb der alphabetische Katalog von PI auf RAK-WB umgestellt wurde.
- Von 1995 bis 1996 wurde an der damaligen Universitätsbibliothek der Karlsruher Virtuelle Katalog (KVK) entwickelt, welcher einen gleichzeitigen Onlinezugriff auf Katalogsysteme weltweit ermöglicht. Auf der gleichen Softwarebasis entstanden noch weitere Kataloge.
- Seit 1996 wird das selbst entwickelte Informationssystem i3v eingesetzt, welches die Basis für eine geschäftsgangübergreifende EDV-Lösung bildet.
- 2004: Einführung eines Empfehlungsdienstes
- 2005: Entwicklung des auf Suchmaschinentechnologie basierenden Online-Katalogs XOPAC
- 2006: Alle Medien und die Benutzerausweise der früheren Universitätsbibliothek sind mit Funketiketten (RFID-Chips) ausgestattet. In Kombination mit einem Buchsicherungssystem ermöglicht dies die Ausleihe und Rückgabe von Büchern in Selbstbedienung 24 Stunden täglich, was zu einem starken Anstieg der Benutzungszahlen führte.[14]
- 2006: Einführung eines RSS-Meldungsdienstes im OPAC.
- 2009: Inbetriebnahme des weltweit ersten Abholautomaten für Fernleih-Medien in einer Bibliothek. Ausgründung der Firma BibTip (Anbieter von Empfehlungsdiensten für Bibliothekskataloge).
- 2011: Publikationsdatenbank der Helmholtz-Gemeinschaft für wissenschaftliche Publikationen auf OAI-PMH-Basis
- 2012: Inbetriebnahme des KIT-Katalog Plus, einer umfassenden Literatursuchmaschine, die neben Büchern und anderen Medien auch Aufsätze und Kongressbeiträge sowie Digitalbücher nachweist und häufig direkt auf die Volltexte verweist.
- 2013: Inbetriebnahme des Online-Wegweisers Freie Lern- und Arbeitsplätze (Seatfinder), einer aktuellen Übersicht über freie Lern- und Arbeitsplätze in den Bibliotheken des KIT, der Hochschule Karlsruhe und der TheaBib (im Bad. Staatstheater Karlsruhe).
- 2013: Einführung des Dienstes re3data.org zum internationalen Nachweis von Forschungsdatenrepositorien.
- 2015: KITopen Publikationslisten zum Erstellen und Einbinden von Publikationslisten auf den Webseiten von Forschenden, Arbeitsgruppen und Instituten.
- 2017: Erweiterung von KITopen um die Möglichkeit, Forschungsdaten zu publizieren.
- 2019: Erweiterung des Webauftritts der KIT-Bibliothek um Funktionen/Dienstleistungen zur Literaturbeschaffung („Literaturwunsch“) und zum KIT-Publikationsfonds.
- 2019: Inbetriebnahme einer zweiten Rückgabestation zur Rückgabe ausgeliehener Medien.
- 2020: Inbetriebnahme von Opencast für Online-Vorlesungsbetrieb (Vorlesungsaufzeichnungen).
- 2020: Erweiterung von KITopen um audiovisuelle Medien zur Unterstützung der digitalen Lehre am KIT. Inbetriebnahme des KITopen-Medienportals.
- 2020: Umstellung des Raumbuchungs-Systems der KIT-Bibliothek auf Sitzplatzreservierung.
- 2021: Inbetriebnahme der Lernraum-Web-App „LeiKA“.
- 2021: Umstellung des KIT-Katalogs auf neues User Interface.
- 2022: Anreicherung von KITopen um Personen- und Organisationsstammdaten des KIT. Einrichtung von Forschungsprofilen in KITopen („Mein KITopen“) und Anbindung dieser Profile mit ORCiD-IDs (international verbreitete und persistente Identifier für Forschende).

- 2023: Umstellung von i3v auf Koha.